# شی شن (دهانه)
شی شن یک دهانه برخوردی در ماه‌ است.